# Rubén Pérez del Mármol
Pour les articles homonymes, voir Del Mármol.
Rubén Pérez del Mármol, né le 26 avril 1989 à Écija en Espagne, est un footballeur espagnol qui évolue au poste de milieu défensif au Panathinaïkós FC.

## Palmarès

### En sélection
- Espagne espoirs
  - Championnat d'Europe espoirs
    - Vainqueur : 2011